# Fußball-Weltmeisterschaft 2010/Südafrika

## Qualifikation
Die Mannschaft war als Gastgeber der WM fixqualifiziert, nahm aber dennoch an Qualifikationsspielen des afrikanischen Fußballverbandes CAF teil, da diese gleichzeitig als Qualifikationsturnier für die Afrikameisterschaft 2010 dienten.
Da die Afrikameisterschaft in Angola ausgetragen wurde, nahm auch Angola an der WM-Qualifikation teil. Hätte sich die südafrikanische Mannschaft für die dritte Runde qualifiziert, was sie schlussendlich nicht hat, so wären die Partien mit südafrikanischer Beteiligung für die Qualifikation zur Afrikameisterschaft, nicht jedoch für die WM-Qualifikation gewertet worden. Für Angola galt dabei Umgekehrtes. Neben Südafrika schied auch Angola aufgrund der schlechten Platzierung in der „Rangliste der Gruppenzweiten“ nach der zweiten Quali-Runde aus.
Zuvor traf die südafrikanische Nationalmannschaft in der zweiten Runde in Gruppe 4 auf Nigeria, Sierra Leone und Äquatorialguinea und wurde als Zweitplatzierter hinter Nigeria auf die „Rangliste der Gruppenzweiten“ gesetzt.

### Zweite Runde
1. Juni 2008:
Nigeria – Südafrika 2:0 (2:0)
7. Juni 2008:
Südafrika – Äquatorialguinea 4:1 (2:0)
14. Juni 2008:
Sierra Leone – Südafrika 1:0 (1:0)
21. Juni 2008:
Südafrika – Sierra Leone 0:0
6. September 2008:
Südafrika – Nigeria 0:1 (0:0)
11. Oktober 2008:
Äquatorialguinea – Südafrika 0:1 (0:1)

## Südafrikanisches Aufgebot
| Nr.               | Name                    | Verein vor WM-Beginn | Geburtstag | Spiele   | Tore     |          |          |          |          |
| Torhüter          | Torhüter                | Torhüter             | Torhüter   | Torhüter | Torhüter | Torhüter | Torhüter | Torhüter | Torhüter |
| ----------------- | ----------------------- | -------------------- | ---------- | -------- | -------- | -------- | -------- | -------- | -------- |
| 1                 | Moeneeb Josephs         | Orlando Pirates      | 19.05.1980 | 2        | 0        | 0        | 0        | 0        |          |
| 16                | Itumeleng Khune         | Kaizer Chiefs        | 20.06.1987 | 2        | 0        | 0        | 0        | 1        |          |
| 23                | Shu-Aib Walters         | Maritzburg United    | 26.12.1981 | 0        | 0        | 0        | 0        | 0        |          |
| Abwehrspieler     |                         |                      |            |          |          |          |          |          |          |
| 2                 | Siboniso Gaxa           | Mamelodi Sundowns    | 06.04.1984 | 3        | 0        | 0        | 0        | 0        |          |
| 3                 | Tsepo Masilela          | Maccabi Haifa        | 05.05.1985 | 3        | 0        | 1        | 0        | 0        |          |
| 4                 | Aaron Mokoena           | FC Portsmouth        | 25.11.1980 | 3        | 0        | 0        | 0        | 0        |          |
| 5                 | Anele Ngcongca          | KRC Genk             | 21.10.1987 | 1        | 0        | 0        | 0        | 0        |          |
| 14                | Matthew Booth           | Mamelodi Sundowns    | 14.03.1977 | 0        | 0        | 0        | 0        | 0        |          |
| 15                | Lucas Thwala            | Orlando Pirates      | 19.10.1981 | 1        | 0        | 0        | 0        | 0        |          |
| 20                | Bongani Khumalo         | Supersport United    | 06.01.1987 | 3        | 1        | 0        | 0        | 0        |          |
| 21                | Siyabonga Sangweni      | Golden Arrows        | 29.09.1981 | 0        | 0        | 0        | 0        | 0        |          |
| Mittelfeldspieler |                         |                      |            |          |          |          |          |          |          |
| 6                 | MacBeth Sibaya          | Rubin Kasan          | 25.11.1977 | 1        | 0        | 0        | 0        | 0        |          |
| 7                 | Lance Davids            | Ajax Cape Town       | 11.04.1985 | 0        | 0        | 0        | 0        | 0        |          |
| 8                 | Siphiwe Tshabalala      | Kaizer Chiefs        | 25.09.1984 | 3        | 1        | 0        | 0        | 0        |          |
| 10                | Steven Pienaar          | FC Everton           | 17.03.1982 | 3        | 0        | 1        | 0        | 0        |          |
| 11                | Teko Modise             | Orlando Pirates      | 22.12.1982 | 3        | 0        | 0        | 0        | 0        |          |
| 12                | Reneilwe Letsholonyane  | Kaizer Chiefs        | 09.06.1982 | 2        | 0        | 0        | 0        | 0        |          |
| 13                | Kagisho Dikgacoi        | FC Fulham            | 24.11.1984 | 2        | 0        | 2        | 0        | 0        |          |
| 19                | Surprise Moriri         | Mamelodi Sundowns    | 20.03.1980 | 1        | 0        | 0        | 0        | 0        |          |
| 23                | Thanduyise Khuboni      | Golden Arrows        | 22.05.1986 | 1        | 0        | 0        | 0        | 0        |          |
| Stürmer           |                         |                      |            |          |          |          |          |          |          |
| 9                 | Katlego Mphela          | Mamelodi Sundowns    | 29.11.1984 | 3        | 1        | 0        | 0        | 0        |          |
| 17                | Bernard Parker          | FC Twente Enschede   | 16.03.1986 | 2        | 0        | 0        | 0        | 0        |          |
| 18                | Siyabonga Nomvethe      | Moroka Swallows      | 02.12.1977 | 1        | 0        | 0        | 0        | 0        |          |
| Trainer           |                         |                      |            |          |          |          |          |          |          |
|                   | Carlos Alberto Parreira |                      | 27.02.1943 |          |          |          |          |          |          |

## Vorrunde
| Rang | Land       | Tore | Punkte |
| ---- | ---------- | ---- | ------ |
| 1    | Uruguay    | 4:0  | 7      |
| 2    | Mexiko     | 3:2  | 4      |
| 3    | Südafrika  | 3:5  | 4      |
| 4    | Frankreich | 1:4  | 1      |

In der Vorrunde der Weltmeisterschaft 2010 in Südafrika traf die südafrikanische Fußballnationalmannschaft in der Gruppe A auf Mexiko, Uruguay und Frankreich.
- Freitag, 11. Juni 2010; 16:00 Uhr in Johannesburg (Soccer City)
 Südafrika –  Mexiko 1:1 (0:0)

- Mittwoch, 16. Juni 2010; 20:30 Uhr in Tshwane/Pretoria
 Südafrika –  Uruguay 0:3 (0:1)

- Dienstag, 22. Juni 2010; 16:00 Uhr in Mangaung/Bloemfontein
 Frankreich –  Südafrika 1:2 (0:2)

Trotz des Sieges gegen Frankreich verpasste die südafrikanische Mannschaft aufgrund des schlechteren Torverhältnisses das Weiterkommen. Damit war Südafrika die erste Nation, die als Gastgeber bereits in der Vorrunde ausschied.